# Joseph Feury
Joseph Feury, eigentlich Joseph „Joey“ Fioretti, (* 5. Juni 1939 in Wilmington (New York), Vereinigte Staaten) ist ein US-amerikanischer Bühnentänzer, Filmproduzent, Dokumentarfilmer, Maler und Schauspieler. 1987 gewann er einen Oscar.

## Leben und Wirken
Joseph „Joey“ Fioretti wuchs in „Little Italy“ von Wilmington auf, hatte mit 16 Jahren eine Polio-Erkrankung überstanden und sollte nach seinem Abschluss der High School (1957) wie sein Vater Klempner werden. Fioretti begann stattdessen lieber eine Ballettausbildung und erkannte, dass seine Welt das Theater ist. Er sprach für My Fair Lady vor und ging mit dem Stück Ninotschka Anfang der 1960er Jahre auf Tour. Dort lernte Fioretti die Schauspielerin und spätere Oscar-Preisträgerin Lee Grant kennen, die er 1962 heiratete. Seinen Lebensunterhalt verdiente er zu dieser Zeit mit einer Werbeagentur.
Fioretti, der aus Imagegründen weniger italienisch klingen wollte und sich nun Feury nannte, begann sich in vielerlei Hinsicht künstlerisch zu betätigen. Er verfasste, obwohl Legastheniker, mehrere Drehbücher, begann, 1966 erstmals zu malen und startete zu Beginn der 1970er Jahre mit der Produktion von schmal budgetierten B-Filmen. Seit den 1980er Jahren war er Hausproduzent der Spielfilminszenierungen seiner Gattin Lee Grant. Mit der 1986 veröffentlichen und von Grant inszenierten Dokumentation über Arbeits- und Obdachlosigkeit in den USA unter Präsident Ronald Reagan, Down and Out in America, konnte Feury gemeinsam mit seinem Mitproduzenten Milton Justice im darauf folgenden Jahr einen Oscar in der Kategorie „Bester Dokumentarfilm“ in Empfang nehmen. Seine Filmtätigkeit beendete er Mitte der 2000er Jahre erneut mit einem sozial engagierten Dokumentarfilmprojekt: Seine Produktion Baghdad ER warf einen Blick auf die Tätigkeit US-amerikanischer Militärchirurgen im Kriegsgebiet des Irak.
Im Jahre 2012 begann Joseph Feury die Malerei professionell zu betreiben und wirkte auch als Zeichner. Seine Werke wurden u. a. in einer Galerie von Manhattan ausgestellt. Grant-Kollegen wie Alan Alda, Joy Behar und Michael Douglas, seit Jahrzehnten ein enger Freund Feurys, sind im Besitz von Gemälden des spät berufenen Künstlers, der seine Werke stets mit „Joey Fioretti“ signiert. Sein Œuvre verewigte er in einem Buch unter dem Titel „Artworks of Joseph Fioretti“.

## Filmografie
Als Produzent von Fernseh- und Kinofilmen, wenn nicht anders angegeben
- 1969: Peyton Place (TV-Serie, nur Schauspieler)
- 1970: The Pleasure Game
- 1971: The Jesus Trip
- 1976: The Stranger (Kurzfilm)
- 1983, 1989, 1992: America Undercover (Dokumentarfilm-Serie)
- 1984: A Matter of Sex (auch Drehbuchbeteiligung)
- 1986: Nobody’s Child
- 1986: Down and Out in America (Dokumentarfilm)
- 1989: Boys (Staying Together)
- 1989: Brennendes Schicksal (No Place Like Home)
- 1994: Entscheidung des Herzens (Seasons of the Hart)
- 1995: Last Summer in the Hamptons (als Schauspieler)
- 1997: Say It, Fight It, Cure It
- 1993–2004: Intimate Portrait (TV-Dokumentarreihe)
- 2005: Going Shopping (als Schauspieler)
- 2005: … A Father … A Son … Once Upon a Time in Hollywood (Dokumentation)
- 2006: Baghdad ER (Dokumentarfilm)